# Columbia (Alabama)
Columbia város az USA Alabama államában, Houston megyében. Lakosainak száma 690 fő (2020. április 1.).

## Népesség
A település népességének változása:
| Lakosok száma | 290  | 804  | 740  | 690  |
|               | 1880 | 2000 | 2010 | 2020 |